# Freycinetia kalimantanica
Freycinetia kalimantanica är en enhjärtbladig växtart som beskrevs av Benjamin Clemens Masterman Stone. Freycinetia kalimantanica ingår i släktet Freycinetia och familjen Pandanaceae. Inga underarter finns listade.